# هامبلدن
هامبلدن (به انگلیسی: Hambleden) یک روستا و محله مدنی در بریتانیا است که در Wycombe واقع شده‌است. هامبلدن ۱٬۴۱۳ نفر جمعیت دارد.